# 12. Hitlerjugend SS-páncéloshadosztály
A 12. Hitlerjugend SS-páncéloshadosztály (németül: SS-Panzerdivision Hitlerjugend) a második világháború alatt a Waffen-SS alá tartozó német páncéloshadosztály volt. A besorozott fiatal felnőttek nagy része a Hitlerjugendből származott, míg az idősebb altisztek és tisztek más Waffen-SS-hadosztályból kerültek ki.
A hadosztály számos háborús bűnt követett el a Normandia felé vezető úton és a korai harcok során, beleértve az ascq-i és az ardenne-i apátsági mészárlást. Akcióban először 1944. június 7-én vett részt. Caennél a védelmi műveletekben, és a falaise-i katlanban nagy veszteségeket szenvedett.
1944 decemberében a hadosztály az ardenneki offenzívában az amerikai hadsereg ellen harcolt. A művelet sikertelensége után a hadosztályt Magyarországra vezényelték, hogy a Budapest körül kialakult harcokban vegyen részt. A hadosztály végül visszavonult Ausztriába, és a 7. amerikai hadseregnek adta meg magát 1945. május 8-án. A háború után a hadosztály számos tagját, köztük Kurt Meyert is háborús bűncselekmények miatt elítélték.

## Alapítás és kiképzés

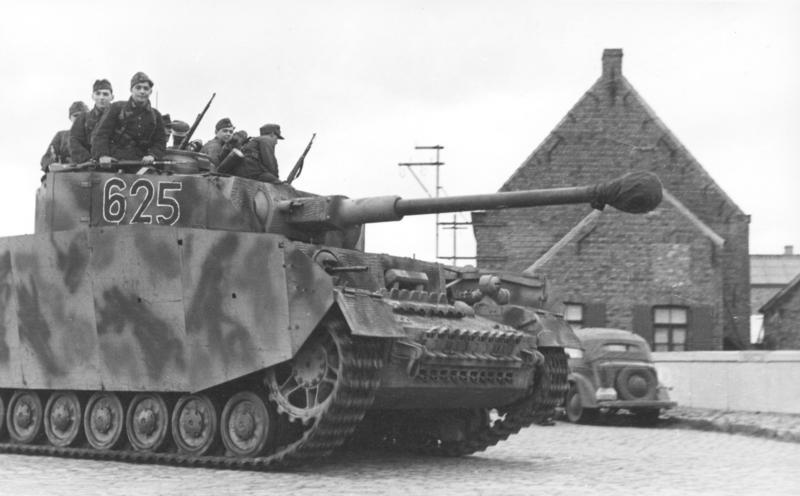
Páncélgránátosok a Panzer IV-en 1943-ban, gyakorlat közben

A Waffen-SS-hadosztály ötletét először Artur Axmann, a Hitlerjugend vezetője vetette fel Heinrich Himmler birodalmi vezetőnek 1943 elején. A tervet, miszerint 1926-os korosztályú Hitlerjugend-tagokból állítsanak fel egy hadosztályt, Adolf Hitler felé továbbították jóváhagyásra. Hitler februárban hagyta jóvá a tervet, és Gottlob Berger SS-Obergruppenführert  bízták meg az alakulat felállításával. Fritz Wittet, az 1. Leibstandarte SS Adolf Hitler SS-páncéloshadosztály (LSSAH) rangidős ezredesét nevezték ki hadosztályparancsnoknak. Az LSSAH személyzete adta az ezred-, zászlóalj- és századparancsnokokat.
Körülbelül 2000 főnyi személyzet lett áthelyezve az LSSAH-ból, és 1943 szeptemberében a hadosztálynak több mint 16 000 főnyi újonc állt rendelkezésére, akik a Belgiumi Leopoldsburgban, a Kamp van Beverlo kiképzőtáborban estek át kiképzésen. Erről egy SS-katona, miközben a szövetségesek fogságában volt, így emlékezett: „A Waffen-SS-ben nem tudtál semmit sem csinálni, ha egy altiszt megütött kiképzés közben. A kiképzés célja az volt, hogy olyanná képezzenek téged, mint amilyenek ők voltak. Tiszta szadizmus volt.”
1944 márciusában a 12. SS-t az 1. SS-páncéloshadosztályhoz csatolták, és Normandiába, Caenbe szállították őket. Június elején a hadosztálynak több mint 150 tankja volt.

## Ascq-i mészárlás
Az alakulat az első mészárlását a Normandia felé vezető úton követte el. 1944. április 1-jén kivégeztek 86 francia civil férfit a franciaországi Ascq-ban, megtorlásul egy vasúti szerelvény elleni robbantásos szabotázs miatt. Walter Hauck főhadnagy utasította a katonáit, hogy kutassák át és tartóztassák le az összes férfit a sín mindkét oldalán. Összesen 70 embert öltek meg a sínek mentén és további 16 embert a faluban. Hauckot 1949-ben Franciaországban, Lille-ben állították bíróság elé, és halálra ítélték. A büntetését később életfogytiglanra változtatták. 1957-ben szabadult, miután még tovább csökkentették a büntetését.

## Ardenne-i apátsági mészárlás

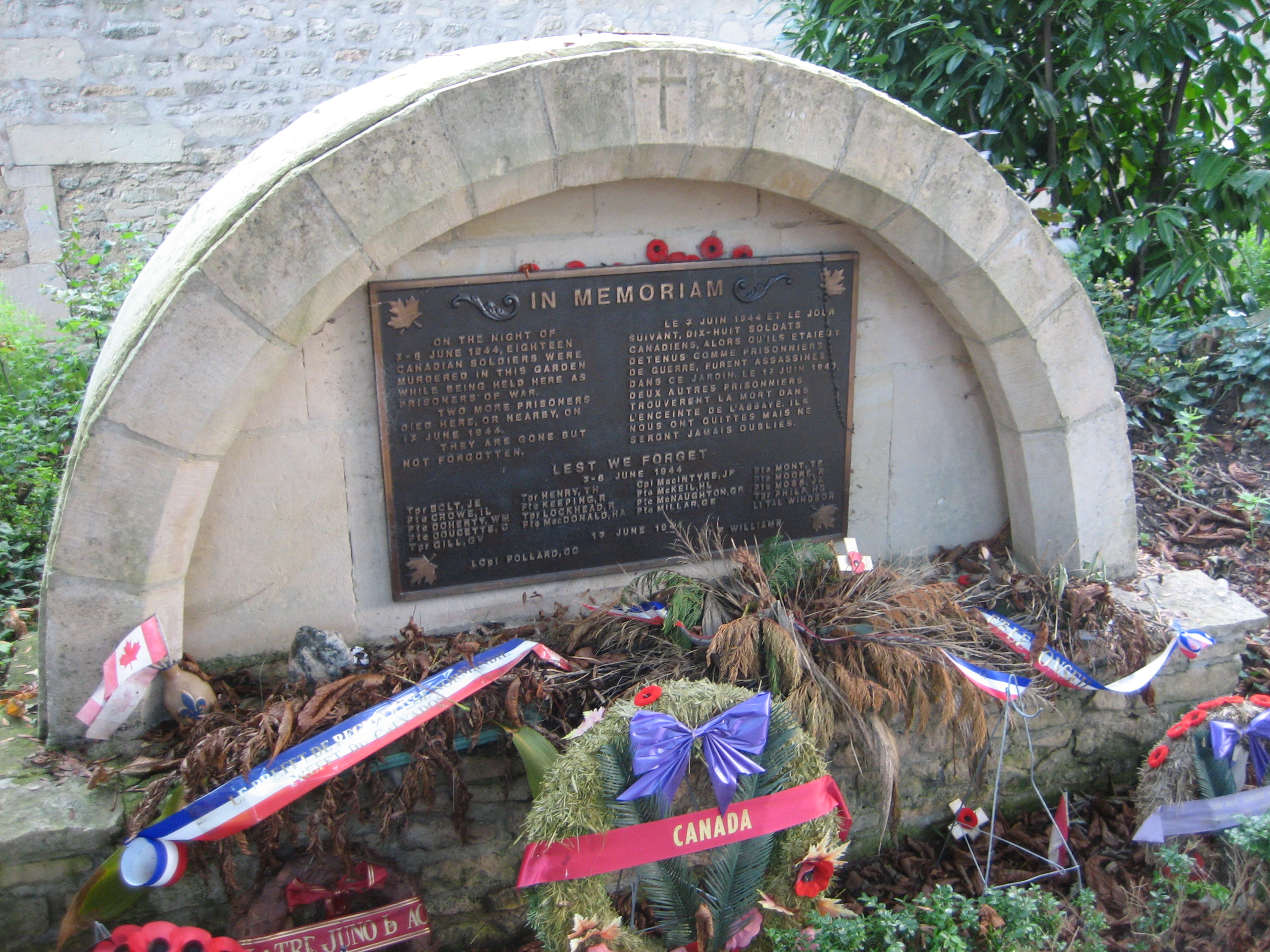
Emlékmű a kivégzett kanadai katonáknak az Ardenne apátság kertjében

A hadosztály egy másik mészárlást követett el az Overlord hadművelet, a szövetségesek franciaországi inváziójának második napján. A június 7-i nap estéjén 11 kanadai hadifoglyot lőttek fejbe a 27. páncélosezredből és a Nova Scotia Highlandersből. Egy évig, 1944 augusztusától 1945 augusztusáig tartó nyomozás során, a Kanadai Háborús Bűncselekmények Bizottsága kiderítette a gyilkosság részleteit. Kurt Meyer, mint az ezred parancsnoka volt az első számú gyanúsított. 1945 decemberében, Meyer háborús bűncselekményekről szóló tárgyalásán bűnösnek találták a katonái gyilkosságra való felbujtásában, és mint parancsnokot felelősnek tartották az apátságnál történt gyilkosságokért. 1945. december 28-án halálra ítélték, de 1946-ban lecsökkentették a büntetését életfogytiglanra. 1954-ben kiengedték.

## Normandia
1944. június 6-án a hadosztály a 21. páncéloshadosztállyal egyetemben volt a partraszálláshoz legközelebbi páncéloshadosztály, de nem tudtak mozogni, amíg a Német Haderő Főparancsnoksága (OKW) nem adott rá parancsot. A hadosztályt június 6-án 14:30-kor vezényelték a frontra, több mint 12 órával a partraszállás megkezdése után. Ezt megelőzően Gerd von Rundstedt tábornagy a hadosztály felét  Lisieux közelébe vezényelte, egy ejtőernyős támadás elhárítására. Ez azonban csak bábukkal végrehajtott elterelő hadművelet volt (Titanic-hadművelet).
A hadosztály előrehaladása a Brit-Kanadai parthoz közeli Sword és Juno partszakaszhoz lassú volt a szövetségesek légitámadásai miatt. A 12. SS első egységei az Évrecy-hez közeli gyülekezési pontot végül június 6-án 22:00-kor érték el, de a harckocsiknak az Orne folyótól keletre kifogyott az üzemanyaguk.

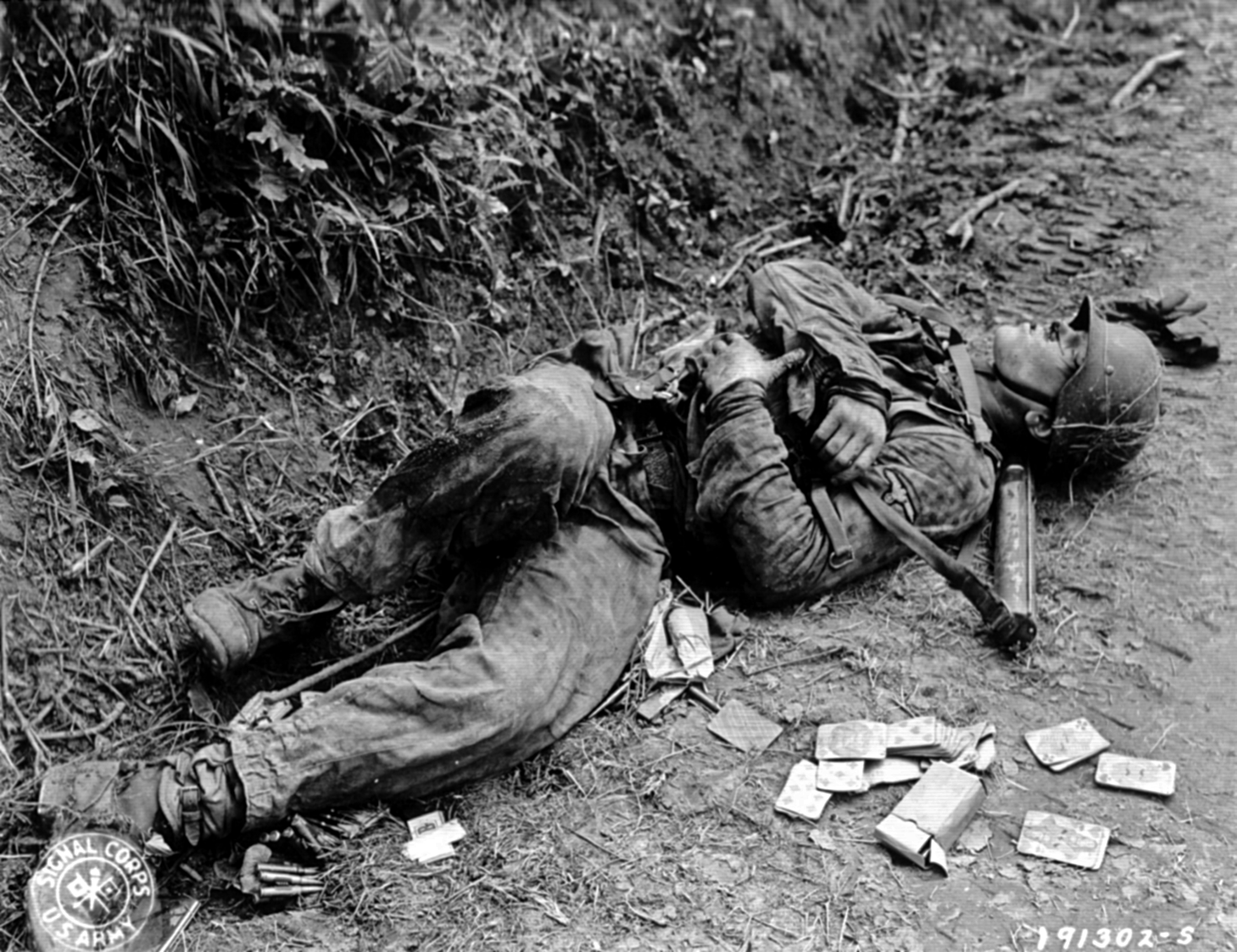
Halott Waffen-SS-katona, Normandia, 1944. június 19.

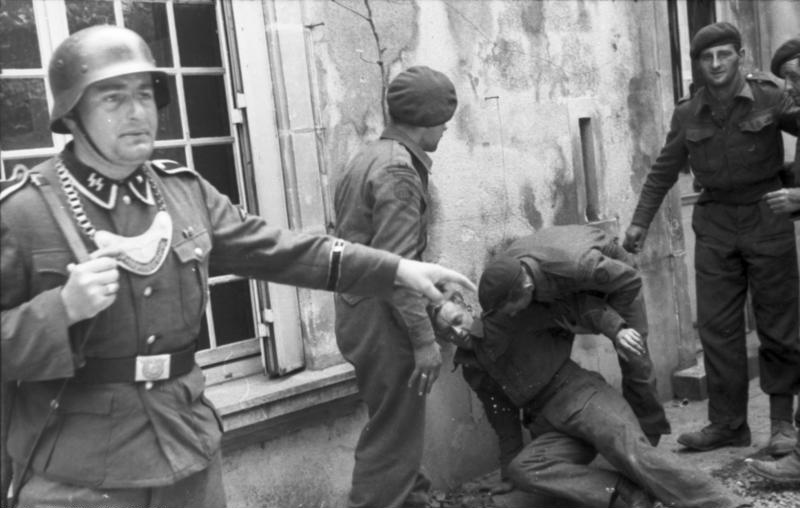
A hadosztály által elfogott brit hadifoglyok 1944. június 21-én

Június 7-én 10:00 órakor a 25. SS-páncélgránátos ezred, a 12. SS-hadosztály 50 Panzer IV tankjával együtt megérkezett, és felvette a pozícióját Caentől északnyugatra. Egy zászlóaljnyi tüzérséggel (12. SS-páncélos ezred, 3. zászlóalj, ) kisegítve, arra utasították a csapatot, hogy állítsák meg a kanadai előrenyomulást, és hajtsanak keresztül a parton pár kilométerrel odébb. Egy kilométerre északra, Buronnál nem sikerült áttörniük a kanadaiakon. Meyer felülbírálta a hadosztályparancsnok utasítását, mert irreálisnak tartotta a célt, és csak a kanadai egységeket akarta megállítani a szárazföldön, amíg a szituációt nem stabilizálták.
A hadosztály támadását a 21. páncélgránátos hadosztálynak kellett volna segítenie, de nem tudtak elszakadni a kanadai 3. gyalogoshadosztállyal való harcból, és még mindig Couvre-nél voltak. A 25. SS-páncélgránátos ezred vesztesége körülbelül 300 fő volt, míg a 12. SS-páncélosezredből is elpusztítottak 15 tankot. Június 7-én este a 26. SS-páncélgránátos ezred, Wilhelm Mohnke alezredes vezetésével megérkezett a csatatérre. Meyer visszaverte a kanadai nyomulás egy részét, de nyugatra a kanadai kanadai 4. gyalogosdandár elfoglalt néhány falut 3 kilométerre a német vonalaktól. A 26. páncélgránátos ezred elhaladt Meyer ezrede mögött, és nyugatra tartott. Az 1. zászlóalj támadást indított Saint-Manvieu-Norray ellen, amit a kanadai Regina Lövészek, a 7. gyalogosdandár és a 3. hadosztály védett. Azt a parancsot kapták, hogy rohanják le a kanadaiakat, és kényszerítsenek ki egy éket nyugaton közöttük és a britek között. Nem történt felderítés a kanadaiak pozíciójáról, ezért a gyalogságot intenzív védelmi tűz fogadta, szilárdan megalapozott védelmi pozíciókból. A június 8-án 03:30 órakor véghez vitt támadásnak kicsi kezdeti sikere lett. A támadó zászlóaljban a különböző századoknak a magas veszteségek ellenére sem sikerült a kanadaiak felé koordinálniuk a mozgásukat. A kanadai tüzérség és a támogató Cameron Highlanders of Ottawa nehéz géppuskái sok veszteséget okoztak. A Regina Lövészek saját veszteségei dacára megtartotta a pozícióját, és az 1. zászlóalj visszavonult. A hadosztályt bírálták, amiért a normandiai hadjárat nyitó napjaiban rosszul teljesített. Később Harry Foster kanadai dandártábornok azt mondta: „nem használták ki azt azt, hogy a Regina a szárnyakon védtelen volt, ehelyett belerohantak a legjobban védett pontba, így egyáltalán nem tudták kihasználni a pozíciónk tagadhatatlan gyengeségét”.
A kanadaiak jobb oldalán a 2. zászlóalj 06:30-kor megtámadta a Királyi Winnipeg Lövészgyalogságot, ami Putot-en-Bessin falut védte. A zászlóalj sikeresen betört a városba, és körülvett számos századot, így 13:00-ra kitúrva a Winnipeg Lövészgyalogságot a faluból, és 256 főnyi veszteséget mérve rájuk - ezek közül 175 embert fogságba ejtettek. Később, ugyanazon a napon, a Kanadai Skót Ezred tüzérséggel, harckocsival, harckocsirombolóval ellentámadást indított, és sikeresen visszavette Putot-t, mivel az SS feladta a harcot a faluért, és éjfél körül visszavonultak.
Hubert Meyer, a 12. SS Panzer hadosztály tábornoka, Bretteville-nél, Cardonville-nél és Norrey-en-Bessinnél a Kanadai Regina Lövészek ellen folytatott harcokról készült elemzésében a következőket írta a The 12th SS: The History of the Hitler Youth Panzer Division első kötetében, miután 1944-ben elfogták:
„A meglepetés taktikája, vagyis mobilis, gyors gyalogságot és Panzereket használni még kicsi, létszámilag kisebb harci csoportokban is, már sokszor használt és bevett taktika volt Oroszországban. Ez a taktika azonban nem hozta meg az elvárt sikert ebben az elkötelezett és bátor ellenfél ellen vívott harcban, akik készen álltak védekezni és jól felszereltek voltak. Az ellenség jó harctér ismeretével felismerte az előkészületek körvonalát, és levonta a saját következtetéseit. A Regina Lövészek D századának bevetése Cardonville-ben (félúton Bretteville és Norrey-en-Bessin felé) megakadályozott egy áttörést Bretteville-től nyugatra a 12. SS által. A városszerte elhelyezett harckocsi rombolók elég erősek voltak ahhoz, hogy visszatartsák a páncélosokat attól, hogy áthaladjanak a városon dél és észak felé. A magnéziumfényt használó reflektorok meglepő használata megvakította a páncélosokat, és tisztán körvonalazta őket az ellenséges tankelhárító lövegeknek. Az ellenfél különösen védekezésben volt erős, nem lehetett meglepni őket. Bátran és elhatározottan harcoltak.” (186–87. oldal)
A 3. kanadai hadosztály júliusig beszüntetett minden nagyobb katonai hadműveletet. Csak június 11-én került sor egy jelentősebb hadműveletre a Le Mesnil-Patrynál. Ezt azért kezdeményezték, mert a 12. SS nagy veszteségeket okozott a Királynő Saját Kanadai Lövészgyalogságának és az 1. huszároknak (6. páncélosezred), ami elvesztett 51 Sherman tankot a támadás során. Ugyanúgy június 11-én a 46. Királyi Haditengerészeti Kommandó megtámadta Rotsot. a Le Régiment de la Chaudière hivatalos történésze így írta le a "kegyetlen harcot" beleértve a közelharcokat és a "parázsló" tankokat: "mindegyik megfeketedett ágyún ott lógott a lövész elszenesedett holtteste." Az elkövetkező két hét egy viszonylag csendesebb időszak volt, mivel mindkét oldal ki volt fáradva. Ami viszont nem állt le, az a folyamatos szövetségi tüzérség, haditengerészeti bombázás és a légi támadások. A nagyobb műveletek mindkét oldalon júliusban kezdődtek el, beleértve a Windsor és a Charnwood Hadműveletet. 

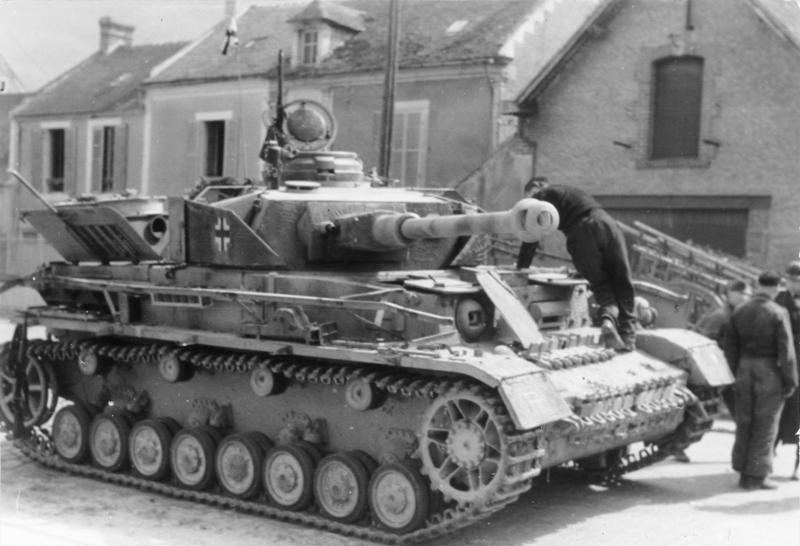
A 12. SS-páncéloshadosztály Panzer IV tankja, 1944. június 21-én Rouenben

A Charnwood során elűzték a hadosztály parancsnokságát az ardenne-i apátságból, a hadosztályt pedig Buronból és a Gruchyhoz és Cussyhoz közeli falukból. Ezeket a pozíciókat már a D-naptól fogva megszállás alatt tartották. Wittet 1944 június 14-én a Királyi Haditengerészet egyik tengerészeti tüzérségének a zárótüze ölte meg, ami belecsapódott a Venoix-nál lévő hadosztály-parancsnokság őrhelyébe. Ezután Kurt Meyert nevezték ki a hadosztály parancsnokának. A Franciaországba történő visszavonulás során az LSSAH és a Hitlerjugend hadosztály tagjai megöltek 34 francia civilt Tavaux és Plomion városában. Azokat a csapatokat, amik már nem voltak harchoz megfelelő állapotban szeptember 8-án visszahívták Németországba, hátrahagyva egy kicsi harccsoportot, amit az SS Das Reich Hadosztályhoz csatoltak. Június és szeptember között, A normandiai hadműveletek során a hadosztály veszteségei kb. 8000 főre, a tankjaik 80%-ára, a páncélos harckocsijaik 70%-ára, a tüzérsége 60%-ára és a gépjárműveik 50%-ára tehető. 

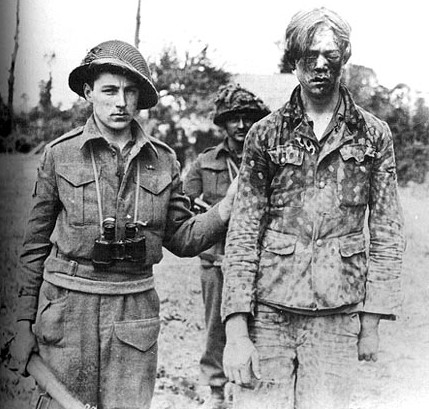
1944. augusztus 9. A hadosztály egyik elfogott tagja kanadai őrökkel

## Ardenneki offenzíva

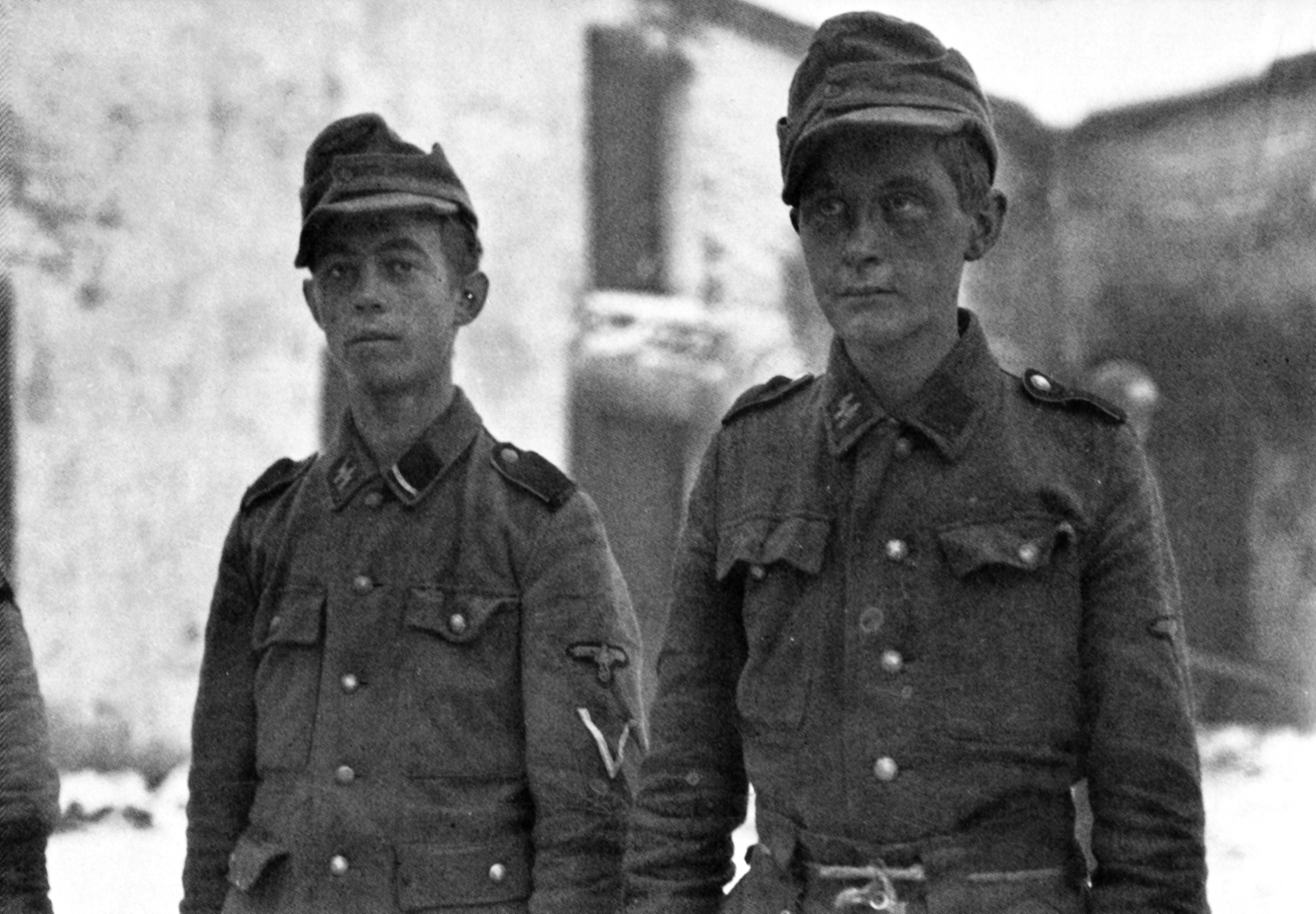
1944. december 19-én az Elsenborn Ridge-i csata: foglyul ejtett katonák a Hitlerjugend hadosztályból.

1944 szeptemberében Hubert Meyer alezredest nevezték ki a hadosztály élére. Novemberében a hadosztályt Németországba, Nienburgba küldték, ahol feltöltötték. Az erősítés nagy része a Luftwafféból és Kriegsmarinéból lett áthelyezve. Hubert Meyert Hugo Kraas alezredes váltotta fel és a hadosztályt a 6. SS-páncéloshadsereghez csatolták, aminek Sepp Dietrich Oberstgruppenführer volt a vezetője. A hadsereg éppen a Wacht am Rhein hadművelethez készülődött (híresebb nevén az ardenneki offenzíva). A hadművelet egy nagyszabású támadás volt Antwerpen visszafoglalására és a szövetségesek előrenyomulásának megállítására. A hadművelet 1944. december 16-án vette kezdetét, amikor Kampfgruppe Peiper az 1. „Leibstandarte SS Adolf Hitler” SS-páncéloshadosztályból kis nehézségek árán áttört az amerikai vonalon. Miután a 12. SS-hadosztály elérte a frontvonalat, kemény ellenállásba ütközött az amerikai katonák részéről, akik az Elsenborg-gerincnél állomásoztak. Több próbálkozás ellenére sem sikerült kimozdítani az amerikai védőket. Ezért a hadosztályt arra utasították, hogy kerüljenek bal felé és kövessék az 1. SS-páncéloshadosztály előremenetelét. Amerikai katonák megakadályozták, hogy a hadosztály elérje a célját. Miután elpusztították az LSSAH-ből a Kampfgruppe Peipert, Dietrich csapatainak az előrenyomulása megakadt. Január 8-án Hitler megadta az engedélyt a visszavonulásra. A támadás végül sikertelen volt. A 12. SS súlyosan veszteségeket szenvedett. Minden zászlóaljban átlagosan 26 tank és önjáró löveg és 120 ember maradt. A támadás során összesen 9870 embert vesztette életét, közülük 328 tiszt és 1968 altiszt volt. 1945. január 28-ra minden német egységet visszaszorítottak a kezdő pozíciójába.

## 1945
1945. január 14-én Dietrich 6. SS-páncéloshadseregét Magyarországra küldték, ahol részt vett a magyar olajmezők visszafoglalásában, és segített megnyitni a Budapest felé vezető utat, ahol a IX. SS hegyi hadtest 45 000 emberét bekerítették. Amíg a hadosztály úton volt, a IV. SS Panzer hadtest számos sikertelen felmentő műveletet hajtott végre. A hadosztály, az I. SS Panzer hadtesttel 1945. február elején érkezett meg Magyarországra, pár nappal Budapest eleste előtt. A hadosztály legközelebb a Tavaszi Ébredés hadműveletben vett részt, aminek ugyanúgy a magyar olajmezők visszaszerzése volt a célja. A támadás 1945. március 6-án kezdődött meg. A kezdeti sikerek után a sáros terep és az erős orosz ellenállás megállította őket. Március 16-án a szovjetek túlerővel ellentámadást indítottak, az egész déli frontot visszaszorítva Bécsig. A szovjet csapatok április 13-án foglalták el Bécset. A hadosztály Odenburgon és Hirtenbergen keresztül visszavonulva elérte Linzet, az amerikai vonalakhoz közel. 1945. május 8-án Ennstől nem messze a haderő 10 000 embere megadta magát a Stanley Eric Reinhart dandártábornok vezette 65. gyalogos hadosztálynak.

## Felépítés
Ennek az SS alakulatnak a következő volt a felépítése:
| Megnevezés (magyar)                                                                                           | Megnevezés (német) |
| --- | --- |
| - 25. SS-páncélgránátos ezred - 26. SS-páncélgránátos ezred - 12. SS-páncélos ezred - 12. SS-rohamlöveg ezred | - SS-Panzergrenadierregiment 25 - SS-Panzergrenadierregiment 26 - SS-Panzerregiment 12 - SS-Panzerartillerieregiment 12 |

### Idézetek
1. ↑  Reynolds, Michael. Steel Inferno. Spellmount Publishing, 10–11. o. (2008)
2. ↑  Reynolds, Michael. Steel Inferno. Spellmount Publishing, 16. o. (2008)
3. ↑  Priestman, Karen (2003). The Kurt Meyer Case: The Press and the Canadian People’s Response to Canada’s First War Crimes Trial. Wilfrid Laurier University Press, pp. 22, 24.
4. ↑  Milner, p. 129.
5. ↑   The Victory Campaign, Official History of the Canadian Army in the Second World War. Ottawa: The Queen's Printer and Controller of Stationery, 130. o. (1960)
6. ↑  Stacey, op. cit., p. 137 and Haller, Oliver: "The Defeat of the 12th SS 7–10 June 1944", in Canadian Military History Quarterly, Volume 3, Issue 1 Available online Archiválva 2009. március 27-i dátummal a Wayback Machine-ben. Accessed 6 April 2009. 30 April 2009.
7. ↑  Stacey, ibid. Stacey notes that Meyer's own notes were not explicit on this point.
8. ↑  Haller, The defeat of the 12th SS from 7–10 June 1944 (From: Canadian Military History, Spring 1996)
9. ↑  Copp, Fields of Fire: The Canadians in Normandy, p. 67.
10. ↑  Stacey, C.P. The Official History of the Canadian Army in the Second World War Volume 3: The Victory Campaign
11. ↑  Stacey, C. P.. Official History of the Canadian Army in the Second World War Volume III. Queen's Printer, 279. o. (1959)
12. ↑  Zuehlke, Mark. Holding Juno. [Douglas&McIntyre] (2005). ISBN 1-55365-102-2
13. ↑  Martin, Charles Cromwell Battle Diary See also Stacey, op. cit.
14. ↑  Battle of Caen: The Stalingrad of the Hitler Youth by Gerhard Rempel
15. ↑  Stacey, Charles Perry. Vol. III - The Victory Campaign [archivált változat], Official History of the Canadian Army in the Second World War. [[Ottawa (Kanada)|]]: The Queen's Printer and Controller of Stationery (1960). Hozzáférés ideje: 2020. augusztus 26. [archiválás ideje: 2020. december 21.]
16. ↑  Forty 2004, p. 29.
17. ↑  Beevor, Antony (2010). D-Day: The Battle for Normandy. Penguin. ISBN 978-0-14-311818-3.
18. ↑  Meyer, Hubert. The 12th SS: The History of the Hitler Youth Panzer Division Volume 2. Stackpole Books, 171. o. (2005)
19. ↑  Meyer, Kurt. Grenadiers. JJ Fedorowicz Publishing LTD, 237. o. (2001)
20. ↑  Mitchum, Samuel. Panzers in Winter; Hitlers Army and the Battle of the Bulge. Greenwood Publishing group, 158. o. (2006)
21. ↑  Mitchum, Samuel. Panzers in Winter; Hitler's Army and the Battle of the Bulge. Greenwood, 160. o. (2006)
22. ↑  GORDON WILLIAMSON: "The SS Hitler´s Instrument of the power"; published by KAISER; appendix, page 244, "Schlachtordnung der Waffen-SS / Waffen-SS order of battle"; copyright 1994 by Brown Packaging Books Ltd., London.
23. ↑  MILITÄRISCHES STUDIENGLOSAR ENGLISCH Teil II/ Teil III, Deutsch – Englisch, Abkürzung Begriff, Bundessprachenamt (Stand Januar 2001).
24. ↑  Official designation as to "Bundesarchiv-Militärarchiv“ in Freiburg im Breisgau, stores of the Wehrmacht and Waffen-SS.

### Bibliográfia
- Barbier, Mary. D-day Deception: Operation Fortitude and the Normandy Invasion. Greenwood Publishing Group (2007). ISBN 0-275-99479-1
- Dollinger, Hans. The Decline and Fall of Nazi Germany and Imperial Japan. New York: Bonanza Books [1965] (1967). ISBN 978-0517013137
- Forty, George. Villers Bocage, Battle Zone Normandy. Sutton Publishing (2004). ISBN 0-7509-3012-8
- McNab, Chris. The SS: 1923–1945. Amber Books Ltd (2009). ISBN 978-1-906626-49-5
- McNab, Chris. Hitler's Elite: The SS 1939-45. Osprey Publishing (2013). ISBN 978-1782000884
- Meyer Kurt, Grenadiers, JJ Fedorowicz Publishing ltd, 2001, ISBN 0-921991-59-2
- Meyer Hubert, The 12th SS: The History of the Hitler Youth Panzer Division, Stackpole Books, 2005, ISBN 0-8117-3198-7
- Meyer Hubert, The 12th SS Volume Two: The History of the Hitler Youth Panzer Division, Stackpole Books, 2005, ISBN 0-8117-3199-5
- Milner, Marc. Stopping the Panzers. University Press of Kansas (2014). ISBN 978-0700620036
- Mitcham Samuel W, Panzers in Winter: Hitler's Army and the Battle of the Bulge, Greenwood Publishing Group, 2006, ISBN 0-275-97115-5
- Neitzel, Sönke. Soldaten: On Fighting, Killing and Dying. Simon and Schuster (2012). ISBN 978-1-84983-949-5
- Reynolds Michael, Steel Inferno, Spellmount Publishing, 2008, ISBN 978-1-86227-410-5
- Stein, George. The Waffen-SS: Hitler's Elite Guard at War 1939–1945. Cornell University Press [1966] (1984). ISBN 0-8014-9275-0
- Zetterling, Niklas. Normandy, 1944: German Military Organization, Combat Power and Organizational Effectiveness. Philadelphia, Pennsylvania: Casemate (2019). ISBN 978-1612008165

## Fordítás
Ez a szócikk részben vagy egészben  a(z)   12th SS Panzer Division Hitlerjugend című angol Wikipédia-szócikk ezen változatának fordításán alapul.  Az eredeti cikk szerkesztőit annak laptörténete sorolja fel. Ez a jelzés csupán a megfogalmazás eredetét és a szerzői jogokat jelzi, nem szolgál a cikkben szereplő információk forrásmegjelöléseként.